# Taparella intacta
Taparella intacta är en insektsart som först beskrevs av Walker 1870.  Taparella intacta ingår i släktet Taparella och familjen Flatidae. Inga underarter finns listade i Catalogue of Life.